# Samsung Galaxy Fold
Galaxy Foldは、サムスン電子が設計・開発・製造・発表・発売した折りたたみ式スマートフォンである。2019年2月20日にGalaxy UNPACKED 2019にて発表され、2019年9月6日に発売。

## 概要
Galaxy Foldは2019年2月20日に、Galaxy UNPACKED 2019で「スマートフォンの新しいカテゴリー」として発表された。画面そのものが折りたためる折りたたみスマートフォンの分野で、大手メーカー初の商用製品となった。当初、グローバル発売日は4月26日と発表されていたが、レビュワーやテック系のメディア関係者、テック系YouTuberなどに先行配布した際、折りたたみディスプレイ「Infinity Flex Display」そのものの耐久性が乏しい、折りたたみ機構の核心であるヒンジ部分が簡単に損傷してしまう、内蔵部品が折りたたみディスプレイを圧迫し、ディスプレイに膨らみが生まれるなどの問題点が指摘された。また、レビュワーらが折りたたみディスプレイの保護プラスチック層をスクリーンプロテクターと勘違いし、誤って取り外してしまうなど、その他の問題も浮き彫りとなった。この問題点は数カ月かけて修正され、改めた発売日は、9月6日となり、その後順次発売された。

## 開発
SamsungやHuawei、GoogleやAppleなど、様々なメーカーが折りたたみディスプレイや折りたたみスマートフォンを開発しているという情報はGalaxy Fold発表の数年前から存在したが、明確にメーカー各社がそれについて述べたことはなかった。2018年になると、その情報はより多角化し、近いうちに発表されるのではないか、と様々なメディアが指摘した。
2018年11月、「Infinity Flex Display」のプロトタイプが、SDC19で発表され、折りたためるディスプレイとそれに対応したOne UIが発表された。また、Googleとのパートナーシップも発表され、OEMと協力してAndroidの折りたたみ式デバイスをサポートすると述べた。（Android Qでは標準サポートされている。）

## 仕様

### 主な仕様
Galaxy Foldには2つのディスプレイが搭載されている。前面のサブディスプレイは、片手で使用できるように設計された小さな4.6インチディスプレイとなっている。一方、デバイスを開くと、7.3インチディスプレイのメインディスプレイが搭載されている。折りたたみ機構（主にヒンジ）には、約200,000個の部品を使用している。メインディスプレイの右上隅には大きなノッチ(切り欠き)があり、ガラスの代わりにカスタムの多層プラスチックラミネートでコーティングされている。また、電源ボタンには静電容量方式指紋認証センサーが搭載されている。その他、RAMは12GB、内部ストレージ容量は512GBとなっている。MicroSDカードは非対応。チップは、Qualcomm Snapdragon 855。今回は、Exynosが使用されたモデルは販売されていない。また、Galaxy Foldは4Gモデル以外に5Gモデルも用意されている。
デバイス内には、2つのバッテリーが搭載され、合計で4380mAhの容量となっている。また、Galaxy Foldには6台のカメラが搭載されており、3つの背面カメラレンズ（12メガピクセル広角、12メガピクセル望遠、および16メガピクセル超広角）とサブディスプレイ面の10メガピクセルの前面カメラ、内側のスクリーンにあるRGB深度センサーを備えた2つ目の10メガピクセルの前面カメラがある。
OSは、Android 9.0 Pie。UIは独自の「One UI」。マルチウィンドウモードを使用すると、最大3つのサポートされているアプリを一度に画面に配置することができる。ユーザーがデバイスを開くと、サブディスプレイで開いたアプリがそのままメインディスプレイで表示される。

### 一部で報告されている事象
使用から27時間でディスプレイの機能に支障がでたとする例がある。